# Power of Love
A Power Of Love az amerikai Deee-Lite formáció 1990-ben megjelent 2. kislemeze a debütáló World Clique albumról. A dal az amerikai Dance lista 1. helyéig jutott, viszont más slágerlistán nem sikerült előkelő helyezést elérnie.

## Megjelenések
7"  Ausztrália Elektra – 755964925-7
- A Power Of Love (Turn Up The Radio Mix) - 3:59
- AA Deee-Lite Theme (Global Village Mix) - 2:09

12"  Európa  Elektra – EKR 117
	1st Grade Side
- A1	Power Of Love (Sampladelic Remix) 6:18
- A2	Power Of Love (Lovapella)	2:22

Kinder Garden Side
- B1	Deee-Lite Theme (Global Village Mix) 2:09
- B2	Build The Bridge (Cross Cultural Mix) 4:32

## Külső hivatkozások
- Megjelenések a Discogs.com oldalán[3]
- A dal szövege[3]
- A dal klipje[4]